# Culte des Goules
Le Culte des Goules est un ouvrage fictif, attribué à un certain comte d'Erlette, censé contenir un savoir interdit. Créé par l'écrivain américain H. P. Lovecraft, le livre est ensuite mentionné par divers auteurs dans le cadre du Mythe de Cthulhu, ensemble de nouvelles et romans s'inspirant de l'œuvre littéraire lovecraftienne.

## Récits de Lovecraft
Souvent cité dans les romans et nouvelles écrits par H. P. Lovecraft, ce livre révèlerait un savoir destructeur pour la santé mentale du lecteur, au même titre que le Necronomicon. Il aurait pour auteur le comte François-Honoré Balfour d’Erlette, un aristocrate français, et aurait été publié en 1702 à Paris. Ouvrage sulfureux, il aurait été mis à l'Index, d'où sa rareté.
Dans sa correspondance, Lovecraft indique Robert Bloch comme créateur de ce clin d'œil littéraire.

## Influences littéraires
Caitlín R. Kiernan mentionne à plusieurs reprises l'ouvrage, notamment dans son roman Low Red Moon (2003)[réf. nécessaire].
Publié le 6 novembre 2012, le Culte des Goules se présente comme la retranscription en français moderne par l'écrivain Antoine Téchenet d'une rare édition du livre en mauvais état. Cet apocryphe décrit les pratiques et les rites d'une société secrète, dont les membres se nomment les Goules.